# Gata Cattana
Gata Cattana, pseudonimo di Ana Isabel García Llorente (Adamuz, 11 maggio 1991 – Madrid, 2 marzo 2017), è stata una rapper e poetessa spagnola.
Nella sua carriera riuscì a combinare vari temi e stili in modo tale da creare un hip hop dalle sonorità elettroniche, carico di immagini poetiche e messaggi vendicativi di natura femminista e politica. Nei suoi testi si trovano riferimenti alla cultura andalusa, ai topoi mitologici dell'età antica, in particolare della cultura greco-romana e dell'antico Egitto, spesso rivisitati in chiave contemporanea, nonché a poesia, filosofia, letteratura e cultura di massa; tra le sue tematiche ricorrenti vi sono l'introspezione, il materialismo dialettico, l'andalusismo politico, l'antiglobalizzazione, l'esistenzialismo e una reinterpretazione della contemporaneità in chiave femminista socialista.

## Biografia
Laureata in scienze politiche all'università di Granada, dopo essersi fatta conoscere su Bandcamp, ha pubblicato nel 2012 il suo primo EP autoprodotto, dal titolo Los siete contra Tebas. Nel novembre 2016 ha pubblicato la sua raccolta di poesie, La escala de Mohs, poi ristampata da Arcesis nel giugno 2017, contenente ventitré poesie, quattro racconti, un'introduzione di Antonio Díez Fernández e le illustrazioni di Chico Iwana. Nel febbraio 2019 il libro viene nuovamente pubblicato da Aguilar in una nuova edizione ampliata con componimenti inediti.
È morta improvvisamente a Madrid il 2 marzo 2017 per uno shock anafilattico. Il suo album in studio, dal titolo Banzai, è stato pubblicato postumo il 7 ottobre 2017.
Il 5 novembre 2020 viene pubblicato da Aguilar il libro No vine a ser carne, raccolta di poesie, lettere e scritti inediti.

## Discografia

### Album in studio
- 2017 – Banzai

### Raccolte
- 2016 – Inéditos 2015

### EP
- 2012 – Los siete contra Tebas
- 2015 – Anclas

### Singoli
- 2016 – Samsara
- 2017 – Banzai
- 2017 – Hermano inventor

## Opere
- (ES)  La escala de Mohs, autopubblicato, 2016; Arscesis, 2017; Aguilar, 2019.
- (ES)  No vine a ser carne, Aguilar, 2020.